# Orison
Orison (El Puerto de Santa María) es un músico, cantante y productor musical español.
Orison ganó la primera edición del Concurso Internacional Caja España de música electrónica en 2005, por votación del público, gracias a su canción "Away". En 2007 compone y produce el séptimo disco del cantante Hakim, titulado "La Séptima Luna", inventor del género de fusión "árabe-flamenco", editado por la Factoría Autor y, que salió a la venta en diciembre del mismo año. 
Entre otros artistas, Orison ha colaborado con la banda de pop electrónico español OBK, con un remix que se posicionó directamente en el puesto número 2 de la lista de descargas de iTunes y se mantuvo durante varias semanas en el top 2 de la lista de ventas de Pixbox de Terra como sencillo, editado por Warner Music Group.
Actualmente Orison es candidato a la XIV Edición de los Premios de la Música, otorgados por la Academia de las Artes y las Ciencias de la Música, en la categoría de "Mejor arreglista", por el trabajo realizado para el grupo OBK.
- El remix del portuense Orison a OBK, número 2 en ventas

- Orison opta a los Premios de la Música

- OBK N.º 2 en iTunes

- Recientemente, Orison ha colaborado con la cantautora Lantana, haciendo un remix de Ex-Corazón, uno de sus últimos singles publicados en su álbum titulado "Ex-Corazón Remixes" (2011). La remezcla de Orison llegó al n.º 6 de ventas en Itunes.[1]